# Lukas Pöstlberger
Lukas Pöstlberger (* 10. Januar 1992 in Vöcklabruck) ist ein ehemaliger österreichischer Radrennfahrer.

## Sportlicher Werdegang
Als Juniorenfahrer gewann Pöstlberger 2009 die österreichische Staatsmeisterschaft im Cyclocross. Er nahm an den Straßenweltmeisterschaften der Junioren 2010 teil und erreichte im Straßenrennen den 32. und im Einzelzeitfahren den 23. Rang.
In seiner Zeit als U23-Fahrer wurde Pöstlberger zweimal österreichischer Staatsmeister im Straßenrennen, 2012 im Rennen der Elite und 2013 bei den U23. Er gewann bei dem U23-Nationencup-Rennen Tour de l’Avenir die dritte Etappe im Sprint einer dreiköpfigen Spitzengruppe. Außerdem gewann er die internationalen Eintagesrennen Grand Prix Kranj 2013 und Tour Bohemia 2014. Pöstlberger vertrat sein Land in den U23-Wettbewerben der UCI-Straßenweltmeisterschaften 2012 bis 2014, wobei sein bestes Ergebnis im Jahr 2014 Rang 11 im Einzelzeitfahren war.
Nachdem Pöstlberger 2015 unter anderem die siebte Etappe der Österreich-Rundfahrt, einem Rennen hors categorie, mit 13 Sekunden Vorsprung vor einer Verfolgergruppe und das irische Etappenrennen An Post Rás gewann, fuhr er zum Saisonende als Stagiaire beim deutschen UCI Professional Continental Team Bora-Argon 18, dem späteren UCI WorldTeam Bora-hansgrohe, bei dem er ab 2016 einen regulären Vertrag erhielt. Für diese Mannschaft gewann er 2016 eine Etappe der Oberösterreich-Rundfahrt und belegte beim UCI-WorldTour-Rennen E3 Harelbeke 2017 Platz fünf.
Sein bis dahin größter Karriereerfolg gelang Pöstlberger mit dem Gewinn der ersten Etappe des Giro d’Italia 2017, durch den er sich auch das Maglia Rosa des Gesamtführenden sicherte. Pöstlberger verschärfte auf dem letzten Kilometer das Tempo, so dass die Sprinter die entstandene Lücke nicht mehr schließen konnten.
2018 wurde er nach 2012 wieder österreichischer Meister im Straßenrennen. Die Tour de France 2020 musste er auf der 19. Etappe aufgrund eines anaphylaktischer Schocks nach einem Wespenstich aufgeben.
Im Mai 2021 gewann Pöstlberger als Solist die 2. Etappe des Critérium du Dauphiné, nachdem er sich aus einer frühen Ausreißergruppe absetzen konnte und einen knappen Vorsprung vor dem Hauptfeld ins Ziel rettete und übernahm dadurch die Gesamtführung, die er weitere drei Etappen lang verteidigte. Es war sein zweiter Sieg in einem Rennen der WorldTour.
Nach sieben Jahren bei Bora wechselte Pöstlberger 2023 zum australischen Team Jayco AlUla, für das er den Hong Kong Cyclothon gewann, aber für das Jahr 2024 keinen neuen Vertrag erhielt.
Seit 2025 ist Pöstlberger im Gravelbereich aktiv und teilt seine Erfahrung auch als Kommentator im Radsport. Abseits der Rennstrecke lebt er in Innsbruck zusammen mit seiner Freundin, der Mountainbikerin Anna Spielmann.

## Erfolge
2011
- Mannschaftszeitfahren Sibiu Cycling Tour
- Österreichische Meisterschaft – Einzelzeitfahren (U23)

2012
- Österreichischer Staatsmeister – Straßenrennen
- Österreichische Meisterschaft – Einzelzeitfahren (U23)
- eine Etappe Tour de l’Avenir

2013
- Österreichischer Staatsmeister – Straßenrennen (U23)
- Grand Prix Kranj

2014
- Tour Bohemia

2015
- Prolog Istrian Spring Trophy
- Gesamtwertung An Post Rás
- Bergwertung Oberösterreich-Rundfahrt
- eine Etappe Österreich-Rundfahrt

2016
- eine Etappe Oberösterreich-Rundfahrt

2017
- eine Etappe Giro d’Italia
- Österreichische Meisterschaft – Einzelzeitfahren

2018
- Österreichischer Staatsmeister – Straßenrennen

2021
- eine Etappe Critérium du Dauphiné

2023
- Hong Kong Cyclothon

## Grand-Tour-Platzierungen
| Grand Tour            | 2017 | 2018 | 2019 | 2020 | 2021 | 2022 | 2023 |
| --------------------- | ---- | ---- | ---- | ---- | ---- | ---- | ---- |
| Giro d’ItaliaGiro     | 114  | –    | –    | –    | –    | –    | 95   |
| Tour de FranceTour    | –    | 132  | DNF  | DNF  | 116  | –    | –    |
| Vuelta a EspañaVuelta | –    | DNF  | –    | –    | –    | –    | –    |